# Cory Grüter-Andrew
Cory Grüter-Andrew (* 1. September 2001 in Kanada) ist ein kanadischer Schauspieler mit deutschen Wurzeln. Er wurde durch verschiedene TV-Produktionen wie die Serie The 100 bekannt.

## Leben
Nachdem seine Mutter ihn zu einem Sommer-Schauspielcamp gebracht und er Gefallen am Schauspielern gefunden hatte, besuchte er weitere Kurse. Nach sechs Monaten wurde er beim kanadischen Talentmanagement Premiere Talent Management unter Vertrag genommen. Sein erstes Casting hatte er für die Serie Fargo und bekam die Rolle des Wes in der zehnten Folge der zweiten Staffel. Gleich danach nahm er das Angebot für die Rolle des jungen Aden an, einer jüngeren Version einer Figur, die William Moseley im Fernsehfilm My Sweet Audrina aus einem Buch der berühmten Schriftstellerin Virginia C. Andrews spielte. Für die Fernsehserie The 100 lernte er Schwertkampf und gehörte zu einer Gruppe von 14-Jährigen und Jüngeren, die alle braune oder schwarze Gürtel hatten. Nach einem Jahr als Schauspieler hatte er schon viele Fans, rasierte sich für den Film This Is Your Death 2017 den Kopf und übernahm die Rolle eines krebskranken Kindes. In diesem Film von Giancarlo Esposito arbeitete er mit Sarah Wayne Callies zusammen. Nebenbei drehte er noch drei Werbespots. Die Gastrolle bei Legends of Tomorrow  war ebenfalls aufregend für ihn, da er den jungen Per Degaton spielen durfte.

## Filmografie
- 2015: Fargo als Wes (Palindrom – E10 S2)
- 2016: My Sweet Audrina (Fernsehfilm) als Arden Lowe
- 2016: The 100 (Fernsehserie) als Aden (E3, 4, 7, 9 S3)
- 2016: Legends of Tomorrow (Fernsehserie) als Per Degaton (Progeny – E10 S1)
- 2017: A Stranger with My Kids als Brett Blainesfeld
- 2017: This Is Your Death als Elliot
- 2017: Okja als jugendlicher Taster
- 2017: Beyond the Sun als Tom
- 2017: Van Helsing als Troy Johnson (E4, 5 S2)
- 2018: Summer of 84 als Curtis Farraday
- 2018–2019: Anne with an E als Cole Mackenzie (E2-10 S2 & E2, 4 ,10 S3)
- 2019: Supernatural als Eliot (E13,16 S14)
- 2019: The Man in the High Castle als Henry Iver (E2, 7 S4)[3]

## Auszeichnungen
- 2019: 40. Annual Young Artist Award Kategorie: Best Performance in a TV Series – Supporting Teen Artist[4]